# Alessio Tacchinardi
Alessio Tacchinardi (ur. 23 lipca 1975 w Cremie) – włoski piłkarz, defensywny pomocnik.
Karierę zaczął w Atalancie. W 1994 roku przeszedł do Juventusu, a w 2005 roku dołączył do Villarrealu. Po dwuletnim wypożyczeniu Alessio Tacchinardi zakończył przygodę zarówno z hiszpańskim klubem, jak i z Juventusem, z którego odszedł. Jest środkowym pomocnikiem. W 2007 roku dołączył do kadry Brescii Calcio, w której grał do 2008 roku.
Rozegrał 13 meczów w reprezentacji Włoch.